# Roger Horn
Roger Alan Horn (nacido el 19 de enero de 1942) es un matemático estadounidense especializado en análisis matricial. Profesor Investigador de Matemáticas en la Universidad de Utah, es conocido por haber formulado la conjetura de Bateman-Horn con Paul T. Bateman sobre la densidad de valores primos generados por sistemas de polinomios.

## Semblanza
Horn nació en 1942. Se graduó en la Universidad de Cornell con altos honores en matemáticas en 1963, y a continuación completó su doctorado en la Universidad de Stanford en 1967. Fue el fundador y presidente del Departamento de Ciencias Matemáticas en la Universidad Johns Hopkins de 1972 a 1979. Como presidente, ocupó una serie de cursos cortos para una serie monográfica publicada por la Johns Hopkins University Press. Invitó a Gene Golub y Charles Van Loan a escribir una monografía, que más tarde se convirtió en el libro de texto seminal Matrix Computations. Posteriormente se incorporó al Departamento de Matemáticas de la Universidad de Utah como Profesor Investigador.
En 1987, Horn presentó un testimonio ante el Subcomité de Transporte del Senado de los EE. UU. con respecto a la colisión de trenes  de Maryland en 1987, que le costó la vida a su hija Ceres de 16 años cuando regresaba a la Universidad de Princeton desde la casa familiar en Baltimore para sus exámenes finales de otoño del primer año.

## Reconocimientos
- En 2007, la revista Linear Algebra and its Applications publicó un número especial en honor a Roger Horn.[6] Fue editor de American Mathematical Monthly durante 1997–2001.

## Publicaciones
- Sus libros Análisis de matrices y Temas de análisis de matrices, coescritos con Charles R. Johnson, son textos estándar en álgebra lineal avanzada.[7][8][9]